# Tyler Denton
Tyler Denton, född 6 september 1995 i Dewsbury, är en engelsk fotbollsspelare (vänsterback) som spelar för Stevenage. Han har representerat Englands landslag på U17-nivå.

## Klubblagskarriär

### Leeds United
Denton kom 2003, vid sju års ålder, till Leeds Uniteds akademi. Han debuterade i reservlaget som 15-åring, skrev på sitt första proffskontrakt sommaren 2014 och var lagkapten för klubbens U21-lag säsongen 2015/2016. Inför säsongen 2016/2017 flyttades Denton upp till a-laget. Den 23 augusti 2016 debuterade han i ligacupen mot Luton Town, där han också gjorde karriärens första och matchens enda mål. Tre dagar efter debuten förlängdes hans kontrakt med tre år. I januari 2017 gjorde Denton sin andra seniormatch för Leeds, i en FA-cupförlust mot Sutton United. Den 4 augusti 2017 förlängdes Dentons kontrakt på nytt till 2020.

#### Port Vale (lån)
Den 7 augusti 2017 lånades han ut till League Two-laget Port Vale för hela den kommande säsongen. Han startade regelbundet under huvudtränaren och tidigare Leeds-spelaren Michael Brown, men när denne ersattes av Neil Aspin i oktober hamnade han på bänken. I januari 2018 avbröts lånet av familjeskäl och Denton återvände till Leeds. Han hade då spelat 21 matcher för Port Vale i alla tävlingar.

#### Peterborough United (lån)
Den 6 juli 2018 gick Denton på lån till League One-klubben Peterborough United för den kommande säsongen. Han debuterade den 14 augusti genom att spela från start i en ligacupmatch mot Queens Park Rangers, som Peterborough förlorade med 2–0. Denton spelade tio matcher för klubben under lånet.

### Stevenage
Den 11 juli 2019 värvades Denton av League Two-klubben Stevenage Borough på en permanent transfer.